# Clypeobarbus pleuropholis
Clypeobarbus pleuropholis és una espècie de peix de la família dels ciprínids i de l'ordre dels cipriniformes.

## Morfologia
Els adults poden assolir els 3,3 cm de longitud total.

## Distribució geogràfica
Es troba al llac Txad i al riu Congo.